# Dalea leucosericea
Dalea leucosericea là một loài thực vật có hoa trong họ Đậu. Loài này được (Rydb.) Standl. & Steyerm. miêu tả khoa học đầu tiên.